# Earth Cape Misaki
Earth Cape Misaki (地球美紗樹?, Chikyū Misaki) è un manga shōnen scritto e disegnato da Yūji Iwahara, pubblicato in Giappone da Kadokawa Shoten sulla rivista Shōnen Ace dal 2000 al 2002. I capitoli della serie sono stati raccolti in tre volumi tankōbon. Flashbook ha edito una versione italiana del fumetto dal 17 novembre 2012 al 23 marzo 2013.

## Trama
La storia segue la giovane Makishima Misaki ed il suo ritorno nella casa del nonno dopo la sua morte. È accompagnata da suo padre, Kyoichi, vedovo. Una volta lì, la ragazza scopre che in quanto unica parente di sangue del nonno, è divenuta l'unica proprietaria legittima della casa del nonno. A causa di ciò deve abbandonare la sua scuola ed i suoi amici. Comunque, riesce a farsene di nuovi, anche uno oltre la sua immaginazione!
Mentre cerca di risolvere il mistero che circonda il suo nuovo amico Neo, Misaki deve anche riuscire a proteggere il ragazzo dalle persone che vogliono fargli del male. In più, Misaki deve anche difendere suo padre dal corteggiamento di una sua amica d'infanzia, Aoi.